# 카와세 나츠나
카와세 나츠나(川瀬夏菜, 9월 8일생)는 일본의 만화가이다. 히로시마현 출신이다. '미아의 행방(迷子の行方)'(〈LaLa DX〉2000년 11월호)으로 데뷔하였다. 다네무라 아리나의 어시스턴트로 일한 경력이 있다고 한다.

## 작품
- 모르는 나라 이야기(知らない国の物語)（전 3권）
- 라피스라줄리 왕관(ラピスラズリの王冠)（전 2권）
- 날지 못하는 마녀(飛べない魔女)（전 3권）

## 참조
1. ↑  プロフィール&好評既刊 보관됨 2007-10-25 - 웨이백 머신より（2009年11月19日閲覧）